# Poltawskaja

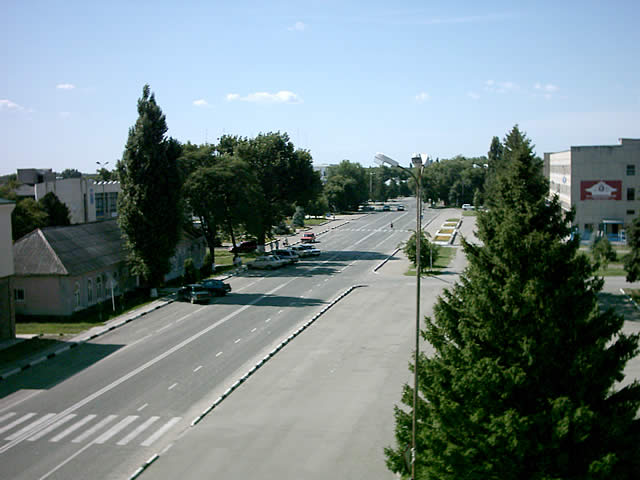
Straße in der Staniza Poltawskaja

Poltawskaja (russisch Полта́вская) ist eine Staniza in der Region Krasnodar (Russland) mit 26.490 Einwohnern (Stand 14. Oktober 2010).

## Geographie
Die Staniza liegt im Kubandelta, gut 10 Kilometer vom rechten großen Mündungsarm des Kuban Protoka entfernt. Sie befindet sich etwa 70 Kilometer Luftlinie nordwestlich des Regionsverwaltungszentrums Krasnodar und gut 1 Kilometer nördlich der Stadt Slawjansk am Kuban.
Poltawskaja ist Verwaltungszentrum des Rajons Krasnoarmeiski.

## Geschichte
Die Geschichte der Staniza beginnt 1794, als sie als eine der ersten 40 Kosakensiedlungen im Kuban-Gebiet gegründet wurde. Die sich hier ansiedelnden Saporoger Kosaken benannten sie wie ihren Herkunftsort, dessen Bezeichnung wiederum von der Stadt Poltawa in der heutigen Ukraine abgeleitet war.
In der sowjetischen Periode gehörte Poltawskaja während der Kollektivierung der Landwirtschaft und der Hungersnot 1932/33 zu den 13 Stanizen des Kubangebietes, die wegen angeblichem Zurückhaltens von Getreide auf einer sogenannten „Schwarzen Schandtafel“ verzeichnet wurden. In Folge wurde ein großer Teil der überlebenden Bewohner der Staniza in die nördlichen Landesteile oder nach Kasachstan deportiert. An ihrer Stelle wurden Familien von Angehörigen der Roten Armee aus den Weißrussischen und Leningrader Militärbezirken angesiedelt, und die Staniza 1933 in Krasnoarmeiskaja („Rote-Armee-Staniza“) umbenannt. 1934 wurde sie Zentrum eines neu geschaffenen Rajons.
Im Zweiten Weltkrieg wurde Krasnoarmeiskaja im Sommer 1942 von der deutschen Wehrmacht besetzt. Während langsamen Vorrückens gegen den deutschen Kuban-Brückenkopf auf der Taman-Halbinsel eroberte die Rote Armee die Staniza am 9. März 1943 zurück, nachdem sie mehrere Wochen im Bereich der Hauptkampflinie gelegen hatte.
1994 wurde der historische Name der Staniza wiederhergestellt, wogegen der Rajon die sowjetische Bezeichnung behielt.

### Bevölkerungsentwicklung
| Jahr | Einwohner |
| ---- | --------- |
| 1861 | 4.871     |
| 1939 | 14.387    |
| 1959 | 13.594    |
| 1970 | 18.269    |
| 1979 | 21.785    |
| 1989 | 23.788    |
| 2002 | 28.639    |
| 2010 | 26.490    |

Anmerkung: ab 1959 Volkszählungsdaten

## Kultur und Sehenswürdigkeiten
Seit 1998 gibt es in der Staniza ein Historisches Museum.

## Persönlichkeiten
- Mykola Michnowskyj (1873–1924), ukrainischer Politiker, Vordenker der ukrainischen Eigenstaatlichkeit, lebte Anfang der 1920er-Jahre in der Staniza

## Wirtschaft und Infrastruktur
Die Staniza Poltawskaja liegt inmitten des wichtigsten Reisanbaugebietes Russlands. Daneben werden andere Getreidesorten, Sonnenblumen und Gemüse angebaut sowie Rinder und Geflügel gehalten. Es gibt eine Reihe von Betrieben zur Verarbeitung landwirtschaftlicher Produkte.
Durch Poltawskaja führt die 1915 eröffneten Eisenbahnstrecke von Krymskaja nach Timaschewsk über Slawjansk (Streckenkilometer 53). Sie ist heute Teil einer von mehreren Alternativrouten, die Rostow am Don mit den Urlaubsorten an der Schwarzmeerküste verbinden, und wurde daher 1987/1988 elektrifiziert. Straßenverbindung besteht ebenfalls nach Slawjansk (an der Regionalstraße R251 Kropotkin – Krasnodar – Temrjuk) und Timaschewsk (an der Regionalstraße R268 Bataisk – Krasnodar).
Westlich von Poltawskaja befindet sich ein Längstwellensender, der für das Funknavigationssystem RSDN-20 (Alpha) verwendet wird.